# Communauté de communes de la Haute Comté
La communauté de communes de la Haute Comté (CCHC) est une communauté de communes française située dans le département de la Haute-Saône, en Franche-Comté, dans la région administrative Bourgogne-Franche-Comté, créée en 2014.

## Historique
Dans le cadre des prescriptions du schéma départemental de coopération intercommunale approuvé en décembre 2011 par le préfet de Haute-Saône, l'intercommunalité est créée par un arrêté préfectoral du 1er janvier 2014. 
Elle résulte de la fusion des anciennes communautés de communes des belles Sources, du val de Semouse et de Saône et Coney.
Anchenoncourt-et-Chazel, quitte la Haute Comté pour intégrer le 1er janvier 2022 la communauté de communes Terres de Saône

### Géographie

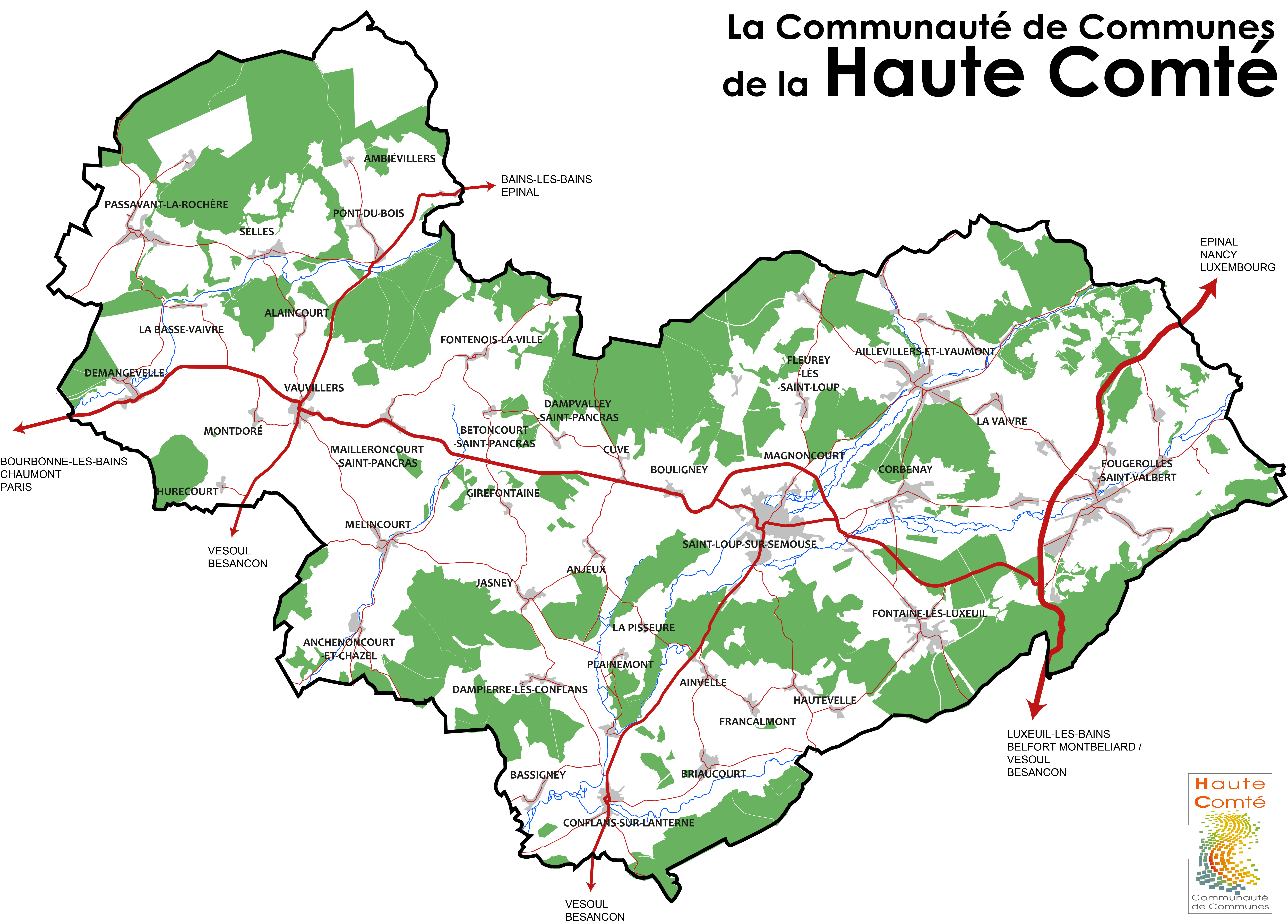
Carte physique de la Communauté de Communes de la Haute Comté

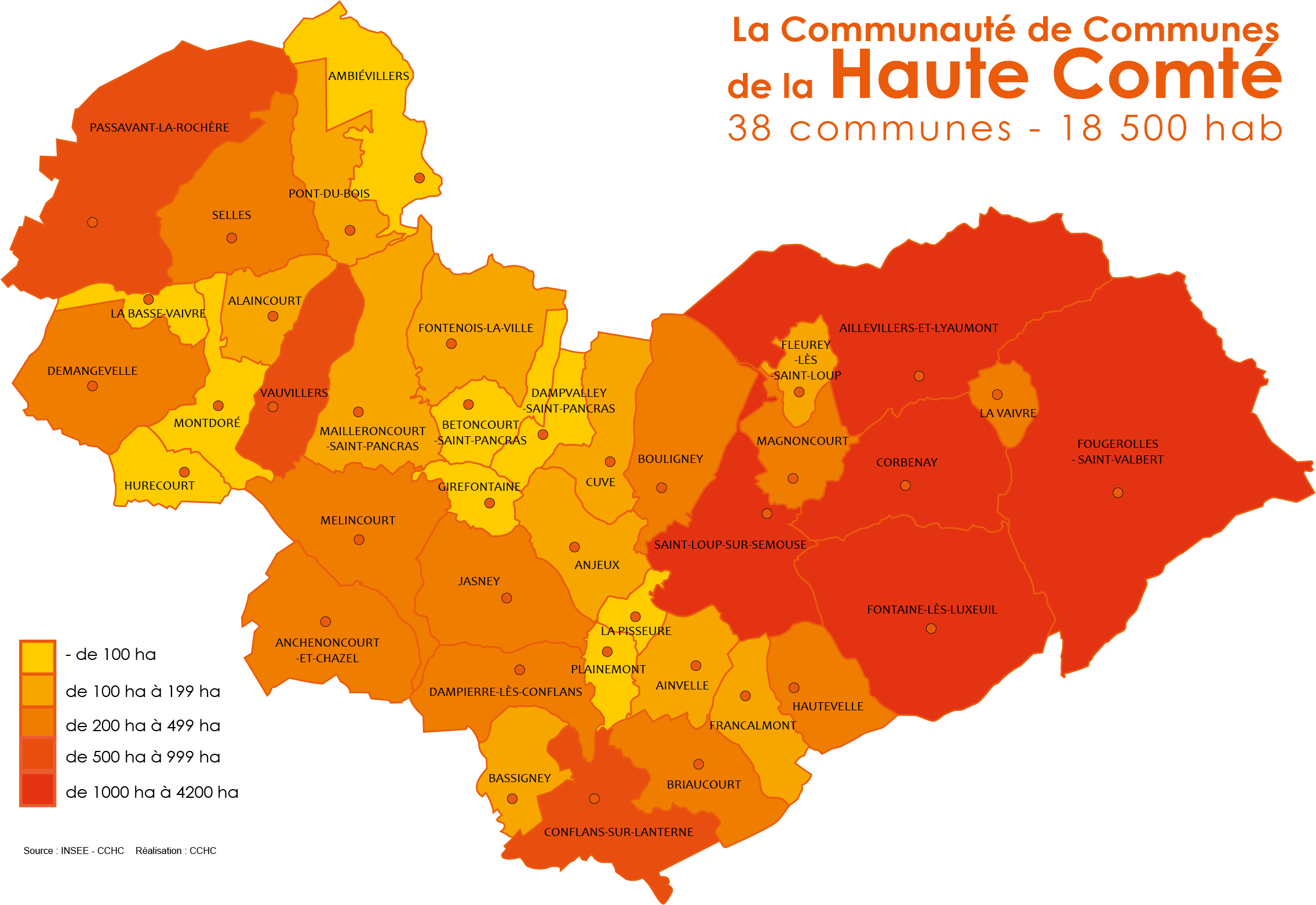
Carte de l'intercommunalité par nombre d'habitants dans chaque commune

## Territoire communautaire

### Composition
En 2022, après le départ d'Anchenoncourt-et-Chazel,   la  communauté de communes est composée des 37 communes suivantes :

| Nom                          | Code Insee | Gentilé        | Superficie (km2) | Population (dernière pop. légale) | Densité (hab./km2) |
| ---------------------------- | ---------- | -------------- | ---------------- | --------------------------------- | ------------------ |
| Corbenay (siège)             | 70171      | Corbinusiens   | 15,73            | 1 249 (2022)                      | 79                 |
| Aillevillers-et-Lyaumont     | 70006      | Aillevillerois | 36,3             | 1 440 (2022)                      | 40                 |
| Ainvelle                     | 70008      | Ainvellois     | 6,75             | 148 (2022)                        | 22                 |
| Alaincourt                   | 70010      |                | 5,83             | 98 (2022)                         | 17                 |
| Ambiévillers                 | 70013      | Ambeuvlais     | 12,3             | 73 (2022)                         | 5,9                |
| Anjeux                       | 70023      |                | 8,71             | 144 (2022)                        | 17                 |
| La Basse-Vaivre              | 70051      |                | 3,54             | 44 (2022)                         | 12                 |
| Bassigney                    | 70052      | Bassinéens     | 6,18             | 121 (2022)                        | 20                 |
| Betoncourt-Saint-Pancras     | 70069      |                | 6,35             | 41 (2022)                         | 6,5                |
| Bouligney                    | 70083      |                | 14,2             | 404 (2022)                        | 28                 |
| Briaucourt                   | 70097      |                | 9,83             | 250 (2022)                        | 25                 |
| Conflans-sur-Lanterne        | 70168      |                | 13,09            | 569 (2022)                        | 43                 |
| Cuve                         | 70194      | Cuvois         | 8,1              | 129 (2022)                        | 16                 |
| Dampierre-lès-Conflans       | 70196      |                | 10,37            | 258 (2022)                        | 25                 |
| Dampvalley-Saint-Pancras     | 70200      |                | 4,65             | 45 (2022)                         | 9,7                |
| Demangevelle                 | 70202      | Demangevellois | 14,62            | 261 (2022)                        | 18                 |
| Fleurey-lès-Saint-Loup       | 70238      |                | 3,54             | 128 (2022)                        | 36                 |
| Fontaine-lès-Luxeuil         | 70240      |                | 27,73            | 1 329 (2022)                      | 48                 |
| Fontenois-la-Ville           | 70242      |                | 12,19            | 136 (2022)                        | 11                 |
| Fougerolles-Saint-Valbert    | 70245      |                | 55,02            | 3 777 (2022)                      | 69                 |
| Francalmont                  | 70249      |                | 6,86             | 116 (2022)                        | 17                 |
| Girefontaine                 | 70269      |                | 3,56             | 32 (2022)                         | 9                  |
| Hautevelle                   | 70284      |                | 7,78             | 253 (2022)                        | 33                 |
| Hurecourt                    | 70287      |                | 4,93             | 47 (2022)                         | 9,5                |
| Jasney                       | 70290      | Jasnéens       | 13,02            | 186 (2022)                        | 14                 |
| Magnoncourt                  | 70315      | Cortésiens     | 6,67             | 400 (2022)                        | 60                 |
| Mailleroncourt-Saint-Pancras | 70323      |                | 14,9             | 186 (2022)                        | 12                 |
| Melincourt                   | 70338      | Melincourtois  | 14,98            | 221 (2022)                        | 15                 |
| Montdoré                     | 70360      |                | 7,59             | 70 (2022)                         | 9,2                |
| Passavant-la-Rochère         | 70404      | Passavantais   | 29,89            | 537 (2022)                        | 18                 |
| La Pisseure                  | 70411      |                | 2,3              | 39 (2022)                         | 17                 |
| Plainemont                   | 70412      |                | 3,3              | 66 (2022)                         | 20                 |
| Pont-du-Bois                 | 70419      |                | 8,15             | 115 (2022)                        | 14                 |
| Saint-Loup-sur-Semouse       | 70467      | Lupéens        | 16,54            | 2 842 (2022)                      | 172                |
| Selles                       | 70485      |                | 14,36            | 217 (2022)                        | 15                 |
| La Vaivre                    | 70512      | Vaivrais       | 3,04             | 216 (2022)                        | 71                 |
| Vauvillers                   | 70526      | Vauvillerois   | 9,5              | 611 (2022)                        | 64                 |

### Démographie
| 1968   | 1975   | 1982   | 1990   | 1999   | 2008   | 2013   | 2018   |
| ------ | ------ | ------ | ------ | ------ | ------ | ------ | ------ |
| 21 128 | 21 885 | 22 186 | 21 424 | 20 526 | 19 383 | 18 563 | 17 760 |

|                | 2017  | %    |
| -------------- | ----- | ---- |
| 0 à 14 ans     | 2 902 | 16.2 |
| 15 à 29 ans    | 2 387 | 13.3 |
| 30 à 44 ans    | 2 844 | 15.9 |
| 45 à 59 ans    | 3 911 | 21.8 |
| 60 à 74 ans    | 3 816 | 21.3 |
| 75 ans ou plus | 2 044 | 11.4 |

|                                                  | 1968 à 1975 | 1975 à 1982 | 1982 à 1990 | 1990 à 1999 | 1999 à 2007 | 2007 à 2012 | 2012 à 2017 |
| ------------------------------------------------ | ----------- | ----------- | ----------- | ----------- | ----------- | ----------- | ----------- |
| Variation annuelle moyenne de la population en % | 0.5         | 0.2         | -0.4        | -0.5        | -0.7        | -0.8        | -0.9        |
| Taux de natalité (‰)                             | 17.0        | 14.8        | 15.0        | 11.4        | 10.9        | 10.5        | 9.4         |
| Taux de mortalité (‰)                            | 12.6        | 11.7        | 10.9        | 9.6         | 9.9         | 10.0        | 10.8        |

## Politique et administration

### Siège
Le siège de la communauté de communes est situé au 57 rue des ballastières, à Corbenay.

### Élus
La communauté de communes est gérée par un conseil communautaire composé, pour la mandature  2020-2026,  de 61 membres titulaires représentant chacune des communes membres et répartis de la manière suivante en fonction de leur population :
- 10 délégués pour Fougerolles-Saint-Valbert,
- 8 délégués pour Saint-Loup-sur-Semouse ;
- 4 délégués pour Aillevillers-et-Lyaumont ;
- 3 délégués pour Corbenay, Fontaine-lès-Luxeuil ;
- 1 délégué ou son suppléant pour les autres communes.

À la suite des élections municipales de 2020, le conseil communautaire du 11 juillet 2020 a réélu Anthony Maire à sa présidence, maire de Bouligney, et ancien vice-président de l'ex-communauté de communes des Belles Sources, et désigné ses 8 vice-présidents (qui étaient 10 au précédent mandat) : 
1. Alain Grillot, 2e adjoint de Fougerolles-Saint-Valbert, chargé de la stratégie financière et fiscale et des projets environnementaux ;
2. Thierry Bordot, maire de Saint-Loup-sur-Semouse, chargé du développement économique ;
3. Michel Désiré, maire de Passavant-la-Rochère, chargé du développement touristique ;
4. Henri de Malliard, maire de Conflans-sur-Lanterne,  chargé de l'urbanisme et de l'habitat ;
5. Bruno Machard, maire de Vauvillers,  chargé de l'enfance-jeunesse et de l'action sociale ;
6. Benoit Miège, maire de Fougerolles-Saint-Valbert,  chargé du développement économique pour le secteur industriel et des actions culturelles ;
7. Valérie Garet, 1ère adjointe d'Aillevillers-et-Lyaumont,  chargée des travaux et de la GEMAPI ;
8. Pascal Bigé, maire de Pont-du-Bois,  chargé du SPANC.

Ils forment ensemble le bureau exécutif de l'intercommunalité pour le mandat 2020-2026.

### Liste des présidents
| Période      | Période                  | Identité         | Étiquette | Qualité                                                  |
| ------------ | ------------------------ | ---------------- | --------- | -------------------------------------------------------- |
| janvier 2014 | avril 2014               | Claude Petitjean | PS        | Président de l'ex-CC du val de Semouse ( ? → 2013)       |
| avril 2014   | En cours (au 02/09/2020) | Anthony Marie    | DVD       | Consultant en informatique Maire de Bouligney (2014 → ). |

### Compétences
L'intercommunalité exerce des compétences qui lui ont été transférées par les communes membres, dans les conditions déterminées par le code général des collectivités territoriales. Il s'agit de : 
- développement économique, dont le tourisme
- aménagement de l’espace et la planification en matière d’urbanisme
- services périscolaires et extrascolaires
- petite enfance
- collecte et le traitement des ordures ménagères
- aménagement et l’entretien des rivières
- politique intercommunale du logement, et les aides aux travaux
- ’assainissement non collectif
- une partie de l’action sociale et de l’action culturelle

### Régime fiscal et budget
La Communauté de communes est un établissement public de coopération intercommunale à fiscalité propre.
Afin de financer l'exercice de ses compétences, l'intercommunalité perçoit la fiscalité professionnelle unique (FPU) – qui a succédé à la taxe professionnelle unique (TPU) – et assure une péréquation de ressources entre les communes résidentielles et celles dotées de zones d'activité.
Elle ne reverse pas de dotation de solidarité communautaire (DSC) à ses communes membres.

## Projets et réalisations
Conformément aux dispositions légales, une communauté de communes a pour objet d'associer des « communes au sein d'un espace de solidarité, en vue de l'élaboration d'un projet commun de développement et d'aménagement de l'espace ».